# UFC Münster
L'Universitäts-Futsal-Club-Münster e.V., meglio conosciuto come UFC Münster è una squadra tedesca di calcio a 5, con sede a Münster.

## Storia
La società è stata fondata nel 2002 in seguito alla partecipazione di alcuni studenti dell'Università di Münster a un torneo di calcio a 5 in Portogallo. La squadra maschile ha vinto finora due edizioni del campionato tedesco.

## Rosa 2008-2009
| N. |                        | Ruolo | Calciatore          |
| -- | ---------------------- | ----- | ------------------- |
| 1  | Croazia (bandiera)     | G     | Banovic Frane       |
| 2  | Germania (bandiera)    | G     | Barón Markert André |
| 3  | Paesi Bassi (bandiera) | G     | Bianco Rafael       |
| 4  | Germania (bandiera)    | G     | Bräuer Jonas        |
| 5  | Svezia (bandiera)      | G     | Forstbach Alexander |
| 6  | Germania (bandiera)    | G     | Hellendrung David   |
| 7  | Italia (bandiera)      | G     | Ruggio Costantino   |
| 8  | Germania (bandiera)    | G     | Johannes Jacobsen   |
| 9  | Germania (bandiera)    | G     | Limbrock Malte      |
| 10 | Polonia (bandiera)     | P     | Luzar Tomasz        |
| 11 | Germania (bandiera)    | G     | Offermann Julian    |

| N. |                     | Ruolo | Calciatore           |
| -- | ------------------- | ----- | -------------------- |
| 12 | Germania (bandiera) | G     | Quick Gereon         |
| 13 | Germania (bandiera) | G     | Resas Christian      |
| 14 | Germania (bandiera) | G     | Tempel Simon         |
| 15 | Germania (bandiera) | G     | Lehmann Thomas       |
| 16 | Germania (bandiera) | G     | Vierhaus Christopher |
| 17 | Germania (bandiera) | G     | Vogel Till           |
| 18 | Germania (bandiera) | G     | Wenning Christian    |
| 19 | Germania (bandiera) | G     | Westerheide Stefan   |
| 20 | Germania (bandiera) | G     | Von Coelln Georg     |
| 21 | Germania (bandiera) | G     | Tietze Julian        |
| 22 | Iran (bandiera)     | G     | Arezumand Farugh     |

## Palmarès
- Campionato tedesco: 2

2006, 2008